# Lampedusa in Winter
Lampedusa in Winter è un film documentario del 2015 diretto da Jakob Brossmann.
È stato considerato un film che ha rivalutato Lampedusa nell'"emergenza migranti".
Il film del giovane regista austriaco Jakob Brossmann è stato presentato al Festival del film Locarno nella sezione Semaine de la critique nell'edizione 2015.

## Trama
Lampedusa. L'isola d'inverno ha l'aria triste e solitaria, invece nei mesi estivi è animata dal traffico turistico. D'inverno rimangono pochi residenti e i migranti che lottano per ottenere il trasferimento verso le loro destinazioni nel Continente. Lampedusa diventa «l’isola dei rifugiati».
Dopo l'incendio dell'ultimo traghetto che effettuava i collegamenti con la terraferma, il sindaco Giusi Nicolini e i pescatori lampedusani cercano un mezzo che possa sostituirlo. Nonostante i loro sforzi, il trasporto viene effettuato per via aerea, mentre i pescatori, al porto, manifestano il loro dissenso per questa decisione. L'isola è tagliata fuori dal mondo e, mentre le scorte alimentari tendono a scarseggiare, la popolazione locale comincia a diventare litigiosa. L'opera ritrae una piccola comunità ai limiti d'Europa che lotta a fianco dei rifugiati africani. Spenti i riflettori dei media, l'opera fa emergere una realtà isolana ai confini del ricco Occidente, lontana da ogni razzismo, dove le popolazioni autoctone collaborano assieme ai nuovi ospiti per rivendicare assieme il diritto ad esistere dignitosamente.